# Peter Majerík
Peter Majerík (* 14. června 1985, Bojnice) je slovenský basketbalista hrající českou Národní basketbalovou ligu za tým BK Synthesia Pardubice. Hraje na pozici pivota.
Je vysoký 206 cm, váží 105 kg.
Jedná se o mnohonásobného slovenského reprezentanta v mládežnických a juniorských kategoriích.

## Kariéra
- 2004 - 2007 : BK Synthesia Pardubice (do roku 2005 se střídavým startem za B tým v nižší soutěži)

## Statistiky
| Sezóna   | Soutěž      | Odehrané minuty | Průměr na zápas | Body | Průměr na zápas |
| -------- | ----------- | --------------- | --------------- | ---- | --------------- |
| 2004/05  | Mattoni NBL | 198.2           | 9.9             | 68   | 3.4             |
| 2005/06  | Mattoni NBL | 628.2           | 17.9            | 223  | 6.4             |
| 2006/07* | Mattoni NBL | 243.8           | 17.4            | 82   | 5.9             |

```
*Rozehraná sezóna - údaje k 20.1.2007 
```